# Mario Bunge
Mario Augusto Bunge (født 21. september 1919 i Buenos Aires, død 24. februar 2020 i Montreal, Québec, Canada) var en argentinsk filosof og fysiker.